# Epifanio González
Epifanio González (1958. január 19. –) paraguayi nemzetközi labdarúgó-játékvezető. Teljes neve: Epifanio González Cháves.

## Pályafutása

### Nemzeti játékvezetés
1983-ban lett hazája legfelső szintű labdarúgó-bajnokságának játékvezetője. Az aktív nemzeti játékvezetéstől a FIFA 45. éves korhatárának elérésével 2003-ban vonult vissza.

### Nemzetközi játékvezetés
A Paraguayi labdarúgó-szövetség Játékvezető Bizottsága 1994-ben terjesztette fel nemzetközi játékvezetőnek, a Nemzetközi Labdarúgó-szövetség (FIFA) bíróinak keretébe. Több válogatott és nemzetközi klubmérkőzést vezetett. Az aktív nemzetközi játékvezetéstől a FIFA 45. éves korhatárának elérésével 2003-ban vonult vissza.

#### Világbajnokság

##### U17-es labdarúgó-világbajnokság
Ecuadorrendezte a 6., az 1995-ös U17-es labdarúgó-világbajnokságot, ahol a FIFA JB bíróként alkalmazta.
| Időpont             | Helyszín                 | Mérkőzés típusa              | Mérkőzés            | Eredmény | Nézők száma |
| ------------------- | ------------------------ | ---------------------------- | ------------------- | -------- | ----------- |
| 1995. augusztus 6.  | Városi Stadion, Riobamba | csoportmérkőzés (C. csoport) | Katar–Spanyolország | 0 : 1    | 10 000      |
| 1995. augusztus 12. | Központi Stadion, Quito  | egyik negyeddöntő            | Ghána–Portugália    | 2 : 0    | 2 000       |

---
Három világbajnoki döntőhöz vezető úton Franciaországba a XVI., az 1998-as labdarúgó-világbajnokságra, Dél-Koreába és Japánba a XVII., a 2002-es labdarúgó-világbajnokságra, illetve Németországba a XVIII., a 2006-os labdarúgó-világbajnokságra a FIFA JB játékvezetőként foglalkoztatta. Előselejtező mérkőzéseket Dél-Amerikában és Európában irányított. Világbajnokságon vezetett mérkőzéseinek száma: 3.

##### 1998-as labdarúgó-világbajnokság

###### Selejtező mérkőzés
| Időpont         | Helyszín                     | Mérkőzés típusa           | Mérkőzés        | Eredmény | Nézők száma |
| --------------- | ---------------------------- | ------------------------- | --------------- | -------- | ----------- |
| 1996. június 2. | La Carolina Stadion, Barinas | előselejtező (2. forduló) | Venezuela–Chile | 1 : 1    | 8 074       |

###### Világbajnoki mérkőzés
| Időpont          | Helyszín                     | Mérkőzés típusa              | Mérkőzés               | Eredmény | Nézők száma |
| ---------------- | ---------------------------- | ---------------------------- | ---------------------- | -------- | ----------- |
| 1998. június 11. | Municipal Stadion, Toulouse  | csoportmérkőzés (B. csoport) | Ausztria–Kamerun       | 1 : 1    | 33 000      |
| 1998. június 25. | Mosson, Stadion, Montpellier | csoportmérkőzés (F. csoport) | Németország–Irán       | 2 : 0    | 35 000      |
| 1998. július 11. | Princes Par Stadion, Párizs  | bronzmérkőzés                | Horvátország–Hollandia | 1 : 2    | 46 000      |

##### 2002-es labdarúgó-világbajnokság

###### Selejtező mérkőzés
| Időpont           | Helyszín                     | Mérkőzés típusa           | Mérkőzés                 | Eredmény | Nézők száma |
| ----------------- | ---------------------------- | ------------------------- | ------------------------ | -------- | ----------- |
| 2000. április 26. | Nemzeti Stadion, Santiago    | előselejtező (2. forduló) | Chile–Peru               | 1 : 1    | 44 979      |
| 2001. október 6.  | Ennio Tardini Stadion, Parma | előselejtező (8. csoport) | Olaszország–Magyarország | 1 : 0    | 20 805      |

##### 2006-os labdarúgó-világbajnokság

###### Selejtező mérkőzés
| Időpont            | Helyszín                 | Mérkőzés típusa           | Mérkőzés     | Eredmény | Nézők száma |
| ------------------ | ------------------------ | ------------------------- | ------------ | -------- | ----------- |
| 2003. november 19. | Atahualpa Stadion, Quito | előselejtező (4. forduló) | Ecuador–Peru | 0 : 0    | 34 361      |

#### Amerika Kupa
Bolívia rendezte a 38., az 1997-es Copa América tornát, ahol a CONMEBOL JB bírói szolgálattal bízta meg.
| Időpont          | Helyszín                           | Mérkőzés típusa              | Mérkőzés            | Eredmény | Nézők száma |
| ---------------- | ---------------------------------- | ---------------------------- | ------------------- | -------- | ----------- |
| 1997. június 13. | Ramón Aguilera Stadion, Santa Cruz | csoportmérkőzés (C. csoport) | Brazília–Costa Rica | 5 : 0    | 35 000      |
| 1997. június 19. | Ramón Aguilera Stadion, Santa Cruz | csoportmérkőzés (C. csoport) | Brazília–Kolumbia   | 2 : 0    | 35 000      |
| 1997. június 25. | Hernando Siles Stadion, La Paz     | egyik elődöntő               | Bolívia–Mexikó      | 3 : 1    | 40 000      |

#### Nemzetközi kupamérkőzések
Vezetett Kupa-döntők száma: 4.

##### Dél-Amerika Kupa
| Időpont            | Helyszín                             | Mérkőzés típusa        | Mérkőzés                         | Eredmény | Nézők száma |
| ------------------ | ------------------------------------ | ---------------------- | -------------------------------- | -------- | ----------- |
| 1997. december 17. | Mineirão Stadion, Belo Horizonte     | döntő második mérkőzés | CA Mineiro–CA Lanús              | 1 : 1    | 35 100      |
| 2002. december 11. | Pedro Bidegain Stadion, Buenos Aires | döntő második mérkőzés | CA San Lorenzo–Atlético Nacional | 0 : 0    | 40 779      |

##### Libertadores-kupa
| Időpont          | Helyszín                   | Mérkőzés típusa        | Mérkőzés                            | Eredmény | Nézők száma |
| ---------------- | -------------------------- | ---------------------- | ----------------------------------- | -------- | ----------- |
| 2000. június 21. | Morumbi Stadion, São Paulo | döntő második mérkőzés | Palmeiras São Paulo–CA Boca Juniors | 0 : 0    | 75 000      |

##### Mercosur Kupa
| Időpont            | Helyszín                         | Mérkőzés típusa     | Mérkőzés              | Eredmény |
| ------------------ | -------------------------------- | ------------------- | --------------------- | -------- |
| 2001. december 12. | Maracaná Stadion, Rio de Janeiro | döntő első mérkőzés | Franciaország–Belgium | 0 : 0    |